# 山田英樹 (競輪選手)
山田 英樹（やまだ ひでき、1970年11月27日 - ）は、茨城県を登録地としていた元競輪選手。日本競輪学校第67期生。師匠は川村恵三（20期）。
同校第70期生の競輪選手は別人である。

## 来歴
競輪学校時代の在校競走成績は54位（10勝）。
1991年4月14日、別府競輪場でデビューし8着。初勝利は同年4月16日の同場。
1998年
- 全日本選手権・スプリント（泉崎国際サイクルスタジアム）で初代優勝者となった。

1999年
- 全日本選手権・スプリント（広島競輪場）を制し同種目2連覇。
- アジア自転車競技選手権大会・スプリント（グリーンドーム前橋）優勝。

2000年
- 全日本選手権・スプリント（グリーンドーム前橋） 2位。

2006年12月22日、千葉競輪場で通算300勝達成。
2014年12月4日選手登録削除。選手通算成績1857戦385勝、通算優勝回数45回。